# Niels Henrik Arendt
Niels Henrik Arendt (* 23. September 1950 in Kopenhagen; † 24. August 2015) war ein dänischer lutherischer Bischof der Dänischen Volkskirche.

## Leben
Nach seiner Schulzeit studierte Arendt Evangelische Theologie an der Universität Århus. Das Studium beendete er 1974. Von 1975 bis 1992 war er als lutherischer Pfarrer in Dänemark tätig. Ab 1992 bis 1999 war Arendt Dompropst an der Domkirche in Hadersleben. 1999 bis 2013 war Arendt Bischof im Bistum Hadersleben.

## Bibliografie (Auswahl)
- Religion og Politik, 1981
- Om frihedsbegrebet, 1983
- Bileam og hans fromme æsel, 1983
- Gud er stor, 1984 (neu aufgelegt 2001)
- En lille bog om kristendommen, 1996
- En sang fra de varme lande, 2005